# Résolution 607 du Conseil de sécurité des Nations unies
Membres permanents
- Chine
- États-Unis
- France
- Royaume-Uni
- URSS

Membres non permanents
- Algérie
- Allemagne de l'Ouest
- Argentine
- Brésil
- Italie
- Japon
- Népal
- Sénégal
- Yougoslavie
- Zambie

Résolution no 606 Résolution no 608
La résolution 607 est une résolution du Conseil de sécurité de l'ONU votée le 5 janvier 1988. 
Après avoir rappelé la résolution 605 (1987) et avoir été informé de la décision d'Israël, « Puissance occupante », de poursuivre les expulsions de Palestiniens dans les territoires occupés, le Conseil réaffirme l'applicabilité de la quatrième convention de Genève relative à la protection des civils en temps de guerre et qu'elle s'applique aux territoires occupés par Israël depuis 1967, y compris Jérusalem ainsi qu'aux autres territoires arabes occupés.
La résolution demande à Israël de cesser les expulsions et de respecter ses obligations découlant des conventions de Genève. Le Conseil décide également de suivre la situation de près.
La résolution 607 est adoptée à l'unanimité lors de la 2 780 ème séance.